# Кишинська
Кишинська, Кишинка — річка в Україні, в Олевському районі Житомирської області, права притока Уборті (басейн Прип'яті).

## Опис
Довжина річки 10 км. Висота витоку річки над рівнем моря — 189 м; висота гирла над рівнем моря — 183 м; падіння річки — 6 м; похил річки — 0,6 м/км. Формується з багатьох безіменних струмків. Площа басейну 24,6 км².

## Розташування
Бере початок у межах села Кишин і тече переважно на північний захід. На околиці села Лопатичі впадає в річку Уборть, притоку Прип'яті.

## Риби Кишинської
У річці водяться верховодка звичайна, бистрянка звичайна, пічкур та плітка звичайна.